# Anna Katarzyna Konstancja
Anna Katarzyna Konstancja Wazówna (ur. 7 sierpnia 1619 w Warszawie, zm. 8 października 1651 w Kolonii) – królewna polska, córka króla Zygmunta III Wazy i jego drugiej żony Konstancji Austriaczki. Była najmłodszym dzieckiem króla Zygmunta III i jedyną córką, która dożyła wieku dorosłego.

## Życiorys
Zanim skończyła 13 lat kolejno straciła matkę (1631) i ojca (1632). W celu zabezpieczenia materialnego bytu królewny w 1632 sejm wyznaczył jej jako oprawę należące wcześniej do jej matki starostwa brodnickie, gołubskie i tucholskie. Starostwa te zostały jednak odebrane królewnie po jej dojściu do pełnoletniości w 1638. Od 1637 toczyły się rozmowy na temat małżeństwa Anny Katarzyny Konstancji i Ferdynanda Karola Habsburga, dziedzica Tyrolu, bratanka cesarza Ferdynanda II. Małżeństwo to, mimo ponawianych układów w latach 1639 i 1641, nie doszło do skutku. Na przeszkodzie stanęły młody wiek Ferdynanda Karola oraz brak porozumienia w kwestii wysokości posagu.
Kandydatami do jej ręki byli również Fryderyk Wilhelm (elektor brandenburski) oraz Gaston Orleański (brat króla Francji, Ludwika XIII).
Ostatecznie 8 czerwca 1642 poślubiła w Warszawie Filipa Wilhelma, przyszłego palatyna Renu, któremu wniosła znaczny posag w klejnotach i gotówce obliczany łącznie na dwa miliony talarów. Zmarła bezpotomnie.
Została pochowana w kościele jezuitów w Düsseldorfie.

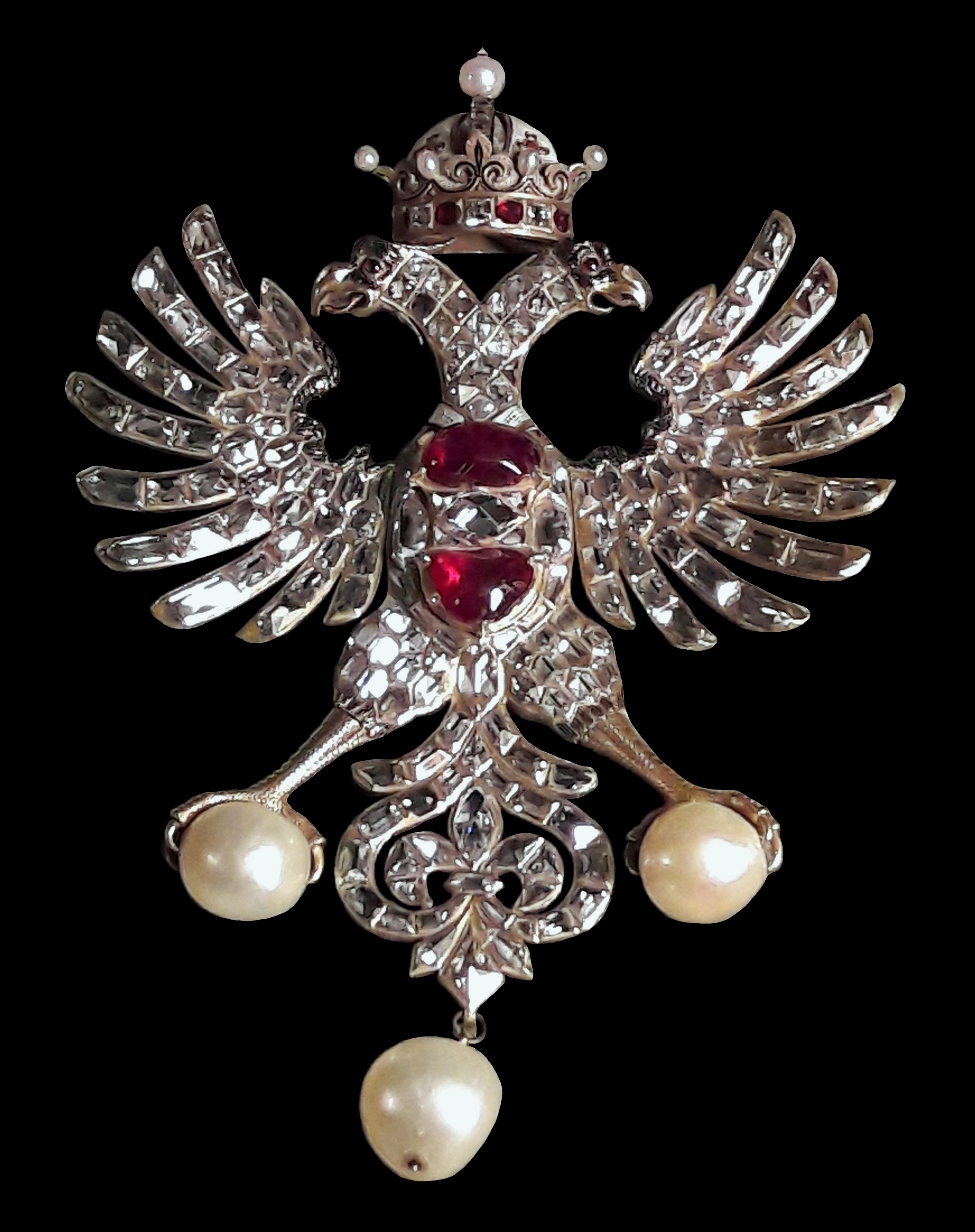
Diamentowy orzeł dwugłowy Domu Austriackiego, pochodzący najpewniej z wyprawy Anny Katarzyny Konstancji
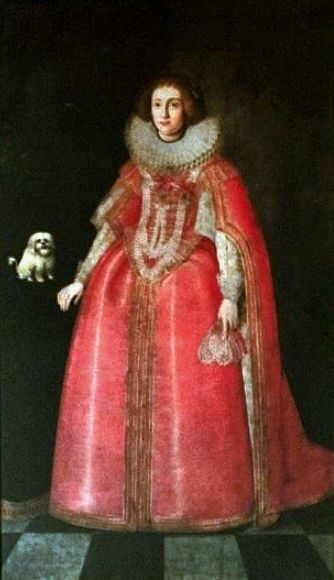
Portret Anny Katarzyny Konstancji Waza z psem, ok. 1638
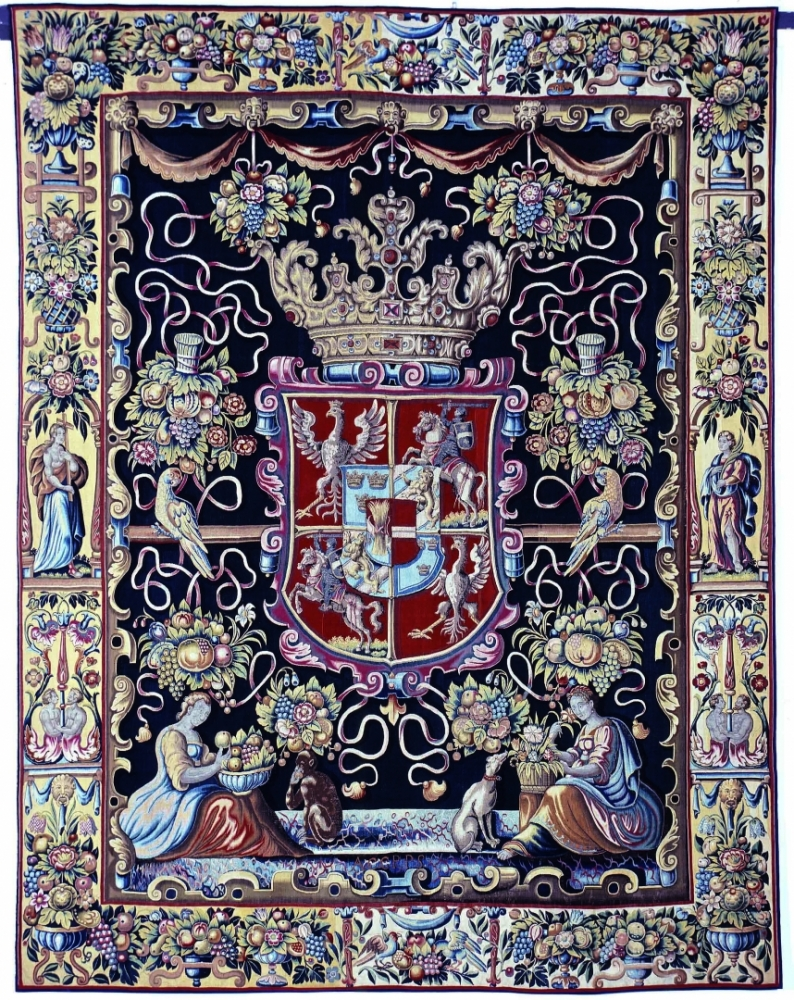
Arras z herbem Anny Katarzyny Konstancji, przed 1642